# سیارک ۱۶۴۵۱۸
سیارک ۱۶۴۵۱۸ (به انگلیسی: 164518 Patoche، نامگذاری:2006HN18) صد و شصت و چهار هزار و پانصد و هجدهمین سیارک کشف شده‌است که در ۱۹ آوریل ۲۰۰۶ کشف شد.